# 52 Europa
Az 52 Europa a Naprendszer kisbolygóövében található aszteroida. Hermann Mayer Salomon Goldschmidt fedezte fel 1858. február 4-én.